# ککو (بازیکن فوتبال، زاده ۱۹۷۳)
ککو (انگلیسی: Keko؛ زادهٔ ۱۵ ژوئن ۱۹۷۳) بازیکن فوتبال اهل اسپانیا است.
از باشگاه‌هایی که در آن بازی کرده‌است می‌توان به باشگاه فوتبال سابادل و باشگاه ورزشی تنریف اشاره کرد.